# Santiago Maior (Beja)
 Santiago Maior (offiziell: Beja (Santiago Maior)) ist eine Ortschaft und ehemalige Gemeinde im Süden Portugals. Sie ist eine der Innenstadtgemeinden der Stadt Beja.

## Verwaltung
Santiago Maior war Sitz einer Gemeinde (Freguesia) im Kreis (Concelho) der Stadt Beja, im Distrikt Beja. Die Gemeinde hatte 43,2 km² Grundfläche und 7620 Einwohnern (Stand 30. Juni 2011).
Mit der Administrativen Neuordnung in Portugal zum 29. September 2013 wurden die Gemeinden Beja (Santiago Maior) und Beja (São João Baptista) zur neuen Gemeinde União das Freguesias de Beja (Santiago Maior e São João Baptista) zusammengeschlossen. Beja (Santiago Maior) ist Sitz dieser neu gebildeten Gemeinde.
| Einwohnerzahl der Gemeinde Beja (Santiago Maior) (1864–2011) | Einwohnerzahl der Gemeinde Beja (Santiago Maior) (1864–2011) | Einwohnerzahl der Gemeinde Beja (Santiago Maior) (1864–2011) | Einwohnerzahl der Gemeinde Beja (Santiago Maior) (1864–2011) | Einwohnerzahl der Gemeinde Beja (Santiago Maior) (1864–2011) | Einwohnerzahl der Gemeinde Beja (Santiago Maior) (1864–2011) | Einwohnerzahl der Gemeinde Beja (Santiago Maior) (1864–2011) | Einwohnerzahl der Gemeinde Beja (Santiago Maior) (1864–2011) | Einwohnerzahl der Gemeinde Beja (Santiago Maior) (1864–2011) | Einwohnerzahl der Gemeinde Beja (Santiago Maior) (1864–2011) | Einwohnerzahl der Gemeinde Beja (Santiago Maior) (1864–2011) | Einwohnerzahl der Gemeinde Beja (Santiago Maior) (1864–2011) | Einwohnerzahl der Gemeinde Beja (Santiago Maior) (1864–2011) | Einwohnerzahl der Gemeinde Beja (Santiago Maior) (1864–2011) | Einwohnerzahl der Gemeinde Beja (Santiago Maior) (1864–2011) |
| ------------------------------------------------------------ | ------------------------------------------------------------ | ------------------------------------------------------------ | ------------------------------------------------------------ | ------------------------------------------------------------ | ------------------------------------------------------------ | ------------------------------------------------------------ | ------------------------------------------------------------ | ------------------------------------------------------------ | ------------------------------------------------------------ | ------------------------------------------------------------ | ------------------------------------------------------------ | ------------------------------------------------------------ | ------------------------------------------------------------ | ------------------------------------------------------------ |
| 1864                                                         | 1878                                                         | 1890                                                         | 1900                                                         | 1911                                                         | 1920                                                         | 1930                                                         | 1940                                                         | 1950                                                         | 1960                                                         | 1970                                                         | 1981                                                         | 1991                                                         | 2001                                                         | 2011                                                         |
| 1 854                                                        | 2 028                                                        | 2 212                                                        | 2 470                                                        | 2 463                                                        | 2 818                                                        | 3 748                                                        | 3 637                                                        | 5 438                                                        | 5 251                                                        | 5 551                                                        | 7 153                                                        | 7 331                                                        | 7 856                                                        | 7 620                                                        |

## Kultur und Sehenswürdigkeiten
|  |

- Burg von Beja
- Schandpfahl von Beja